# 23 janvier 1886
Le samedi 23 janvier 1886 est le 23e jour de l'année 1886.

## Naissances
- Renzo Dalmazzo, militaire italien († 12 décembre 1959).
- Halvard Olsen, homme politique norvégien († 5 août 1966).

## Décès
- Prosper Bressant, comédien français (° 24 octobre 1815).
- Hippolyte Charamaule, homme politique français (° 13 avril 1794).
- William Drummond, 7e vicomte Strathallan, homme politique écossais (° 5 mars 1810).